# Юридическо лице
Юридическото лице или още правното лице е фикционна организация на хора с установено устройство и обособено имущество, призната по силата на закона за самостоятелен носител на права и задължения.
Юридическите лица биват:
- по силата на публичното право – държавни, общински и други общински съвет, държавни и общински предприятия за осъществяване на стопанска дейност;
- по силата на частното право – корпорации, кооперации, сдружения с идеална (нестопанска) цел (сдружения и фондации), търговци (търговските дружества) без едноличните търговци и т.н.